# دمیانوفکا
دمیانوفکا (به لاتین: Demyanovka) یک منطقهٔ مسکونی در روسیه است که در استان آمور واقع شده‌است.